# Charles Lindbergh
Charles Augustus Lindbergh, ml. (4. února 1902 Detroit – 26. srpna 1974 Maui) známý také jako Lucky Lindy nebo Osamělý orel byl americký letec, známý především prvním sólovým přeletem Atlantského oceánu v roce 1927. Později se angažoval na straně izolacionistů, kteří odmítali vstup USA do druhé světové války.

## Mládí
Lindbergh se narodil v Detroitu ve státě Michigan jako syn švédských přistěhovalců. Vyrůstal v Little Falls v Minnesotě. Jeho otcem byl právník a pozdější kongresman (bojující rozhodně proti vstupu USA do první světové války), jeho matka byla učitelkou chemie. Od mládí projevoval zájem o techniku a stroje, především letadla. V roce 1922 po ukončení studia strojního inženýrství se připojil k výcviku pilotů a mechaniků ve společnosti Nebraska Aircraft. Koupil si také své první vlastní letadlo – Curtiss JN4 z přebytečných zásob armády po první světové válce, a začal se s ním věnovat tehdy populárnímu kaskadérství. V roce 1924 začal výcvik v Army Air Service (Armádní letecké služby Spojených států amerických). V této době rovněž pracoval jako letecký mechanik aerolinií v Billings v Montaně na Loganově mezinárodním letišti. Po ukončení výcviku – jako premiant – nastoupil jako hlavní pilot letecké poštovní společnosti Robertson Aircraft Co. v St. Louis v Missouri. Zde létal s poštovním dvouplošníkem de Havilland D.H.4 do měst Springfield, Peoria a Chicago v Illinois. Během této služby se stal proslulý tím, že doručil poštu za všech okolností. Při jednom z letů zachránil pytle s poštou z hořícího letadla tím, že je shodil dolů a okamžitě zavolal na letiště v Peorii, aby pro ně poslali nákladní vůz. V dubnu 1923 během návštěvy přátel v Lake Village v Arkansasu, uskutečnil svůj první noční let, při kterém přeletěl místní jezera Village a Chicot.

## První sólový přelet Atlantiku

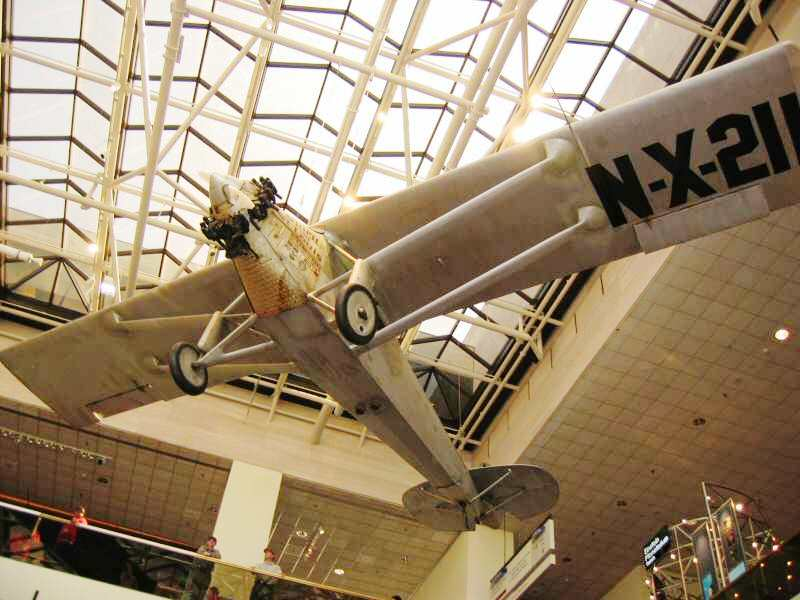
Lindberghův letoun v National Air and Space Museum ve Washingtonu

Lindbergh získal obrovskou celosvětovou popularitu jako první člověk, který sám nonstop letem překonal Atlantik. Se svým jednomotorovým strojem Spirit of St. Louis vzlétl z Rooseveltova letiště na Long Islandu 20. května 1927 a za 33,5 hodin přistál v Paříži (jeho vnuk Erik Lindbergh zopakoval tento let o 75 let později v roce 2002 v čase 17 hodin a 17 minut). Francouzský prezident Lindberghovi udělil Řád čestné legie. Při zpáteční cestě do Spojených států jej doprovázela celá flotila válečných lodí a letadel až do Washingtonu, kde převzal od prezidenta Calvina Coolidge vyznamenání Záslužný letecký kříž.
Lindbergh svým letem také vyhrál Orteigovu cenu – 25 000 dolarů – vypsanou v roce 1919. Dne 13. června 1927 se v New Yorku na 5. Avenue konala bombastická přehlídka na Lindberghovu počest. Význam jeho letu pro veřejnost byl tak velký, že Lindberghův názor sloužil jako všeobecně uznávaný ve vývoji letectví až do jeho smrti. Lindbergh také vystupoval v mnoha národních i mezinárodních organizacích a komisích, včetně NACA (předchůdce současné NASA). Poměrně často je Lindberghův let chybně uváděn jako první přelet Atlantiku letounem těžším než vzduch; toto prvenství však patří Johnu Alcockovi a Arthuru Whittenovi Brownovi, kteří Atlantik překonali již 14. a 15. června 1919.

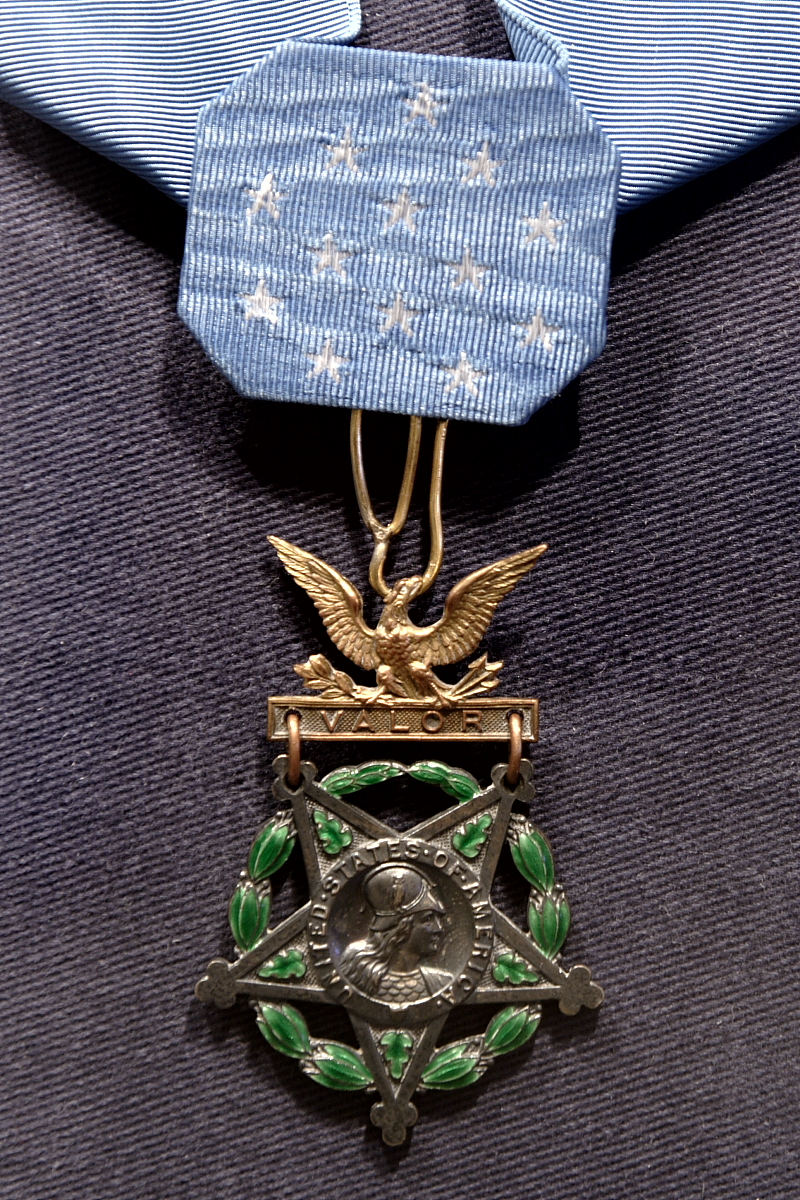
Medaile cti

21. března 1929 byl za svůj přelet Atlantiku vyznamenán nejvyšším armádním vyznamenáním USA – Medailí cti. Do té doby nevídaná publicita okolo něj a jeho letu odstartovala překotný rozvoj leteckého průmyslu a přesvědčila také skeptiky o tom, že leteckou dopravu je třeba začít brát vážně. Lindberghův let je považován za počáteční impuls k letům na polárních linkách, k zdokonalování techniky létání ve velkých výškách a zvyšování doletu letadel díky snižování spotřeby paliva. Tyto inovace byly základem moderní mezikontinentální letecké dopravy.

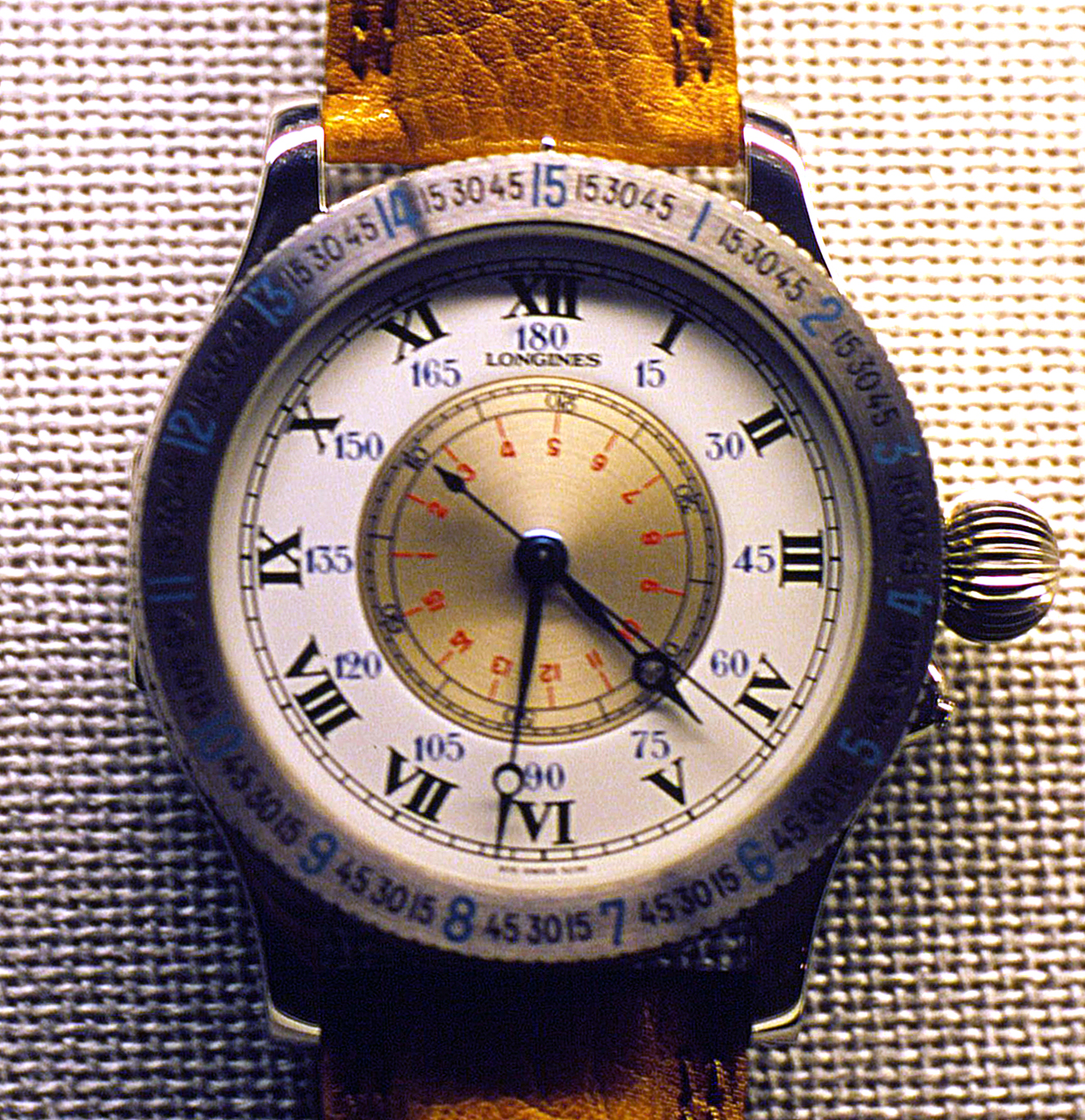
Hodinky Longines navržené Ch. Lindberghem

Po svém letu napsal Lindbergh dopis řediteli firmy Longines, v němž detailně popisoval svůj návrh vylepšení hodinek pro piloty tak aby umožňovaly lepší a snadnější navigaci. Hodinky podle jeho návrhu byly sestrojeny a vyrábí se až do současnosti.

## Manželství, děti, únos
Lindbergh se 27. května 1929 oženil s Anne Morrowovou, americkou pilotkou a dcerou diplomata Dwighta Morrowa v jeho domě v Engelwoodu. Měli spolu šest dětí:
- Charles Augustus Lindbergh III. (1930–1932)
- Jon Lindbergh (* 1932)
- Land Morow Lindbergh (* 1937)
- Anne Lindbergh (* 1940)
- Scott Lindbergh (* 1942)
- Reeve Lindbergh (* 1945)

Prvorozený syn Charles III. se ve věku dvaceti měsíců 1. března 1932 stal obětí únosu. Po desetitýdenním neúspěšném vyjednávání s únosci a celonárodním horečném hledání uneseného chlapce bylo 12. května nalezeno dětské tělíčko v Hopewellu v New Jersey (jen několik mil od místa únosu). Později bylo tělo identifikováno Lindberghem jako tělo jejich syna Charlese (byl mrtvý již během únosu – spadl únosci ze žebříku). O více než tři roky později se zvedla mediální bouře v případu Bruno Hauptmanna, obviněného z únosu a vraždy jejich syna. Proces se konal v Flemingtonu v New Jersey. Unaveni neustálou pozorností médií a veřejnosti a stále zdrceni ztrátou svého syna se Lindberghovi rozhodli odstěhovat v roce 1936 do Evropy. Hauptmann, který neustále prohlašoval svou nevinu, byl shledán vinným a 3. dubna 1936 popraven.

## Období mezi válkami
Lindbergh v meziválečném období několikrát z pověření americké armády navštívil nacistické Německo aby referoval o německém letectví a zejména o Luftwaffe. Zaujalo jej, že Německo postupně přebíralo vedoucí úlohu v moderní konstrukci letadel, vyznačující se používáním celokovové konstrukce, stavby dolnoplošníků, vzducholodí a využitím vznětových motorů. Uskutečnil také podobnou cestu po Sovětském svazu, kde se také zajímal o rozvoj letectví. Ze všech cest podal podrobné informace kompetentním vojenským orgánům.
Lindberghovi v třicátých letech žili v Anglii a v Bretani aby nalezli ztracený klid a vyhnuli se medializaci, která je pronásledovala po celé Americe po procesu s Hauptmannem.
Lindbergh zde také pokračoval ve spolupráci s francouzským držitelem Nobelovy ceny, lékařem Alexisem Carrelem. Protože v roce 1930 Lindberghova švagrová podlehla srdeční chorobě, začal se zajímat o to, proč nikdo není schopen medicínsky takovou chorobu léčit. Zjistil, že příčinou je nemožnost uchovat orgány mimo tělo v přijatelném stavu. Proto začal s Carrelem pracovat na řešení tohoto problému. Jejich nápady později pomohly budoucí léčbě srdečních chorob, ačkoliv byly podstatně pozměněny. Carrel také uvedl Lindbergha do teorií eugeniky a vědeckého rasismu, což pravděpodobně mělo hlavní vliv na pozdější Lindberghův kontroverzní pohled na zahraniční politiku a řešení světových problémů.
Od roku 1929 se také Lindbergh zajímal o práci amerického průkopníka v oblasti raket, Roberta Goddarda, který byl jeho hlubokým zájmem a znalostmi také potěšen. Neměl ale dostatek financí a tak mu Lindbergh pomohl získat skoro 100 000 dolarů od zámožného Daniela Guggenheima a jeho nadace, na další výzkumy a rozvoj. Lindbergh zůstal po celý Godddardův život jeho přítelem a usilovně jej podporoval.
Carrel a Lindbergh vydali v roce 1938 knihu The Culture of Organs, ve které shrnuli svou práci v medicíně na poli promývání orgánů vně lidského těla pomocí skleněné pumpy, kterou společně vymysleli. Společně také diskutovali o umělém srdci mnohem dříve než bylo skutečně vyrobeno. (Od roku 2002 je každoročně udělována Lindbergh-Carrelova cena za mimořádný přínos v rozvoji biotechnologií pro uchovávání orgánů.)

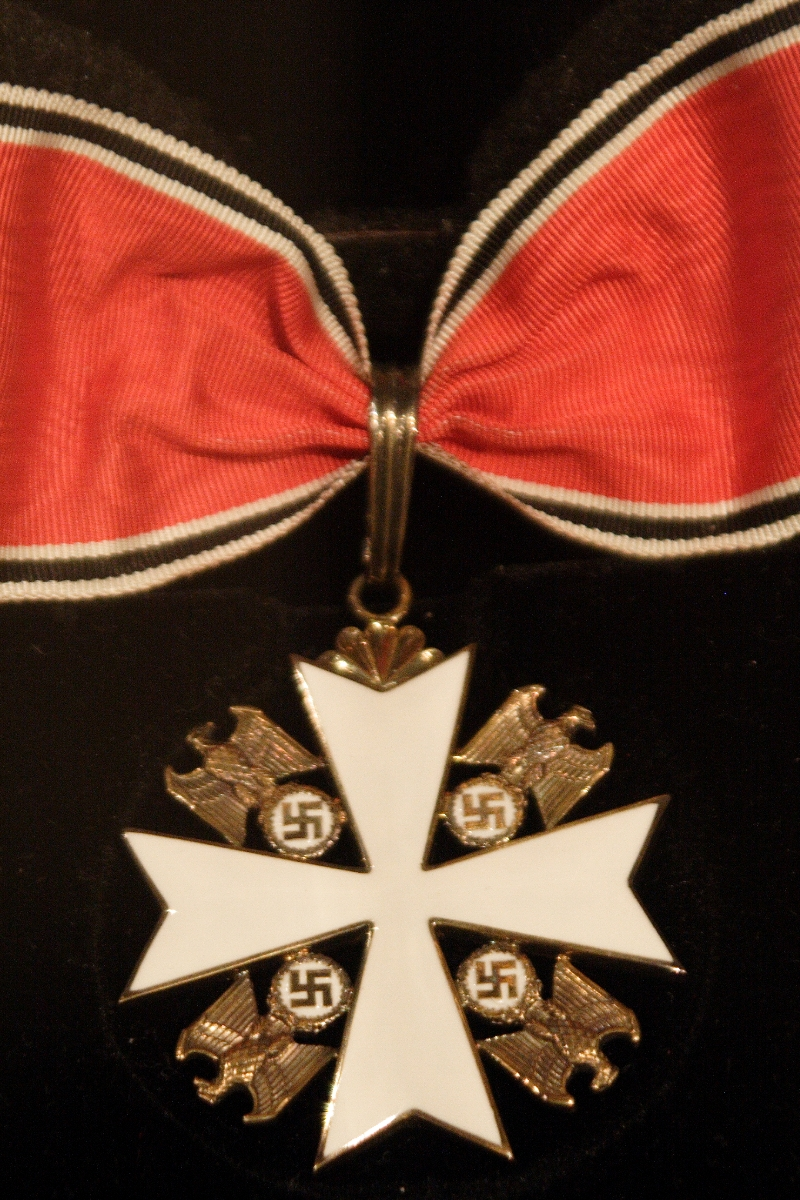
Záslužný řád Německého orla, kterým Lindbergha dekoroval Hermann Göring 19. října 1938

Zájem o německé letectvo Lindbergha v roce 1938 opět přivedl do středu zájmu veřejnosti. Americký velvyslanec v Německu Hugh Wilson jej pozval na večeři s Hermannem Göringem na americké ambasádě v Berlíně. Večeře se mimo diplomatů zúčastnili také tři největší „mozky“ německého letectví: Ernst Heinkel, Adolf Baeumker a Willy Messerschmitt. Göring dekoroval Lindbergha Řádem německého orla za jeho služby letectví a za jeho průkopnický přelet z roku 1927. (Henry Ford obdržel toto vyznamenání v 30. července téhož roku ke svým 75. narozeninám.) Toto ocenění později vyvolalo ve Spojených státech ostré protesty. Lindbergh odmítl vrátit Němcům vyznamenání, protože jak věřil, dopustil by se tím zbytečné urážky nacistické vlády v Německu. Vrátil se do USA ihned po vypuknutí války.

## Předválečné období
Lindbergh přijel do Německa na urgentní požadavek amerického atašé v Berlíně pověřeného zjistit vše o nových německých válečných plánech. Z tohoto důvodu Lindbergh opakovaně procestoval všechny německé letecké základny. Při těchto cestách se jej Němci i Göring snažili přesvědčit, že Luftwaffe je daleko silnější než byla ve skutečnosti. Díky své prestiži získal mnohem větší znalosti o německých plánech než kterýkoli jiný Američan.
Na žádost nového velvyslance Josepha Kennedyho sepsal tajnou zprávu pro Brity, ve které dal jasně najevo, že pokud se Británie a Francie pokusí zastavit Hitlerovu agresi, bude to jejich vojenská sebevražda. Někteří historici soudí, že Lindbergh vycházel z přesných poznatků a svým varováním uchránil Británii od zničující porážky v roce 1938. Jiní jsou názoru, že Lindbergh jen „sedl na lep“ plánu Třetí říše, aby Francie a Británie zůstaly stranou během německých operací ve východní Evropě. Pro obě verze existují argumenty, zejména to že Lindbergh nic neměl proti válce Německa se Sovětským svazem a asijským komunismem, ale byl rozhodně proti válce na Západě.

## Druhá světová válka
Když začala válka v Evropě, Lindbergh se stal předním obhájcem politiky nevměšování se. Přidal se k protiválečnému hnutí America First Committee a brzy se stal jeho prominentním mluvčím. Promlouval na masových shromážděních konaných v Madison Square Garden v New Yorku a na Soldier Field v Chicagu. V řeči 11. září 1941 v Des Moines v Iowě označil tři skupiny, tlačící tuto zemi rovnou do války – Rooseveltovu administrativu, Brity a Židy, kteří Ameriku ovlivňují prostřednictvím svého vlastnictví a vlivu ve filmu, rozhlase, tisku i vládě. Tento jeho projev vyvolal ostrou a širokou kritiku a Lindbergh se rozhodl rezignovat na všechny funkce v armádě a letectvu. Po japonském útoku na Pearl Harbor se znovu pokoušel vrátit k letectvu, jeho žádost byla však zamítnuta kvůli námitkám některých členů vlády.
Odešel tedy pomáhat ve válečném úsilí jako civilní konzultant leteckých společností a vlády, taktéž ale jako civilista uskutečnil asi 50 bojových letů v roce 1944 v Pacifiku. Jeho návrhy zahrnující lepší využití paliva na letounech P-38 Lightning dovolovaly létat mise s větším doletem. Také předváděl pilotům Corsairů jak vzlétnout z paluby letadlové lodě s více než dvojnásobným nákladem bomb, než na jaký byl letoun stavěný. Z této doby je také doložen jeho sestřel nepřátelského letadla. Námořníci i vojáci, kteří s ním sloužili si jej nesmírně vážili pro jeho odvahu a vlastenectví. Jeho vylepšení P-38 zaujala i generála MacArthura.

## Poválečný život
Po skončení války žil klidný život ve státě Connecticut a pracoval jako konzultant USAF a PanAm. Poté, co značná část Evropy spadla do sovětské sféry vlivu, věřil, že jeho předválečné představy a předpovědi byly správné, ale protože se na vlastní oči přesvědčil o porážce Německa i hrůzách Holocaustu, poznal, že americká veřejnost by přesto jeho tehdejší názory už nesdílela.
V roce 1953 vydal autobiografickou knihu The Spirit of St. Louis, popisující i jeho slavný let, za kterou následující rok získal Pulitzerovu cenu. Prezident Dwight D. Eisenhower potvrdil jeho armádní hodnost a povýšil jej na brigádního generála.
Poslední léta svého života žil na havajském ostrově Maui, kde také 26. srpna 1974 zemřel. Jeho kniha Autobiography of Values byla vydána posmrtně.

## Návštěva Československa
Charles Lindbergh se svou ženou Anne Morrowovou během své cesty po Evropě navštívil v září 1938 Československo. Přiletěl 1. září na jednomotorovém dolnoplošníku Miles Mohawk z rumunské Kluže. Nouzově musel přistát v Krakově a následně přeletěl do Olomouce, kde přenocoval. Druhý den přistál na Ruzyňském letišti v Praze a prohlédl si továrnu na letadla Avia v Čakovicích. Dne 3. září navštívil s americkým vojenským přidělencem Kbelské letiště a viděl ukázky výcviku vojenských letců. Provázel jej také generál a vojenský letec Alois Vicherek. Přijal ho také prezident Edvard Beneš a v Jinonicích si prohlédl továrnu na letecké motory Walter. O den později navštívil Alphonse Clary-Aldringena na jeho zámku v Teplicích. Z Prahy odletěl 8. září do Paříže.